# سجن شطة
سجن شطة هو سجن تابع لمصلحة السجون الإسرائيلية يقع في منطقة وادي جالود (وادي هارود)، بالقرب من سجن جلبوع، وهو واحد من خمسة سجون تابعة لمصلحة السجون يتم منحها أعلى مستوى من الأمن وبحسب إسرائيل فإن كل من يوضع بداخل هذا السجن هو مصنف على مستوى عالٍ من الخطر.

## تاريخ السجن
السجن في الأصل هو من قلاع تيغارد التي كانت تستخدمها القوات البريطانية خلال الانتداب البريطاني. القلعة نفسها مبنية على قمة خان عثماني. في نهاية عام 1952، بعد ملء سجن تل موند، تقرر تحويل قلعة تيغارد إلى سجن. وفي عام 1953 تم افتتاح المكان كسجن تحت إدارة مصلحة السجون الإسرائيلية.